# Drieňová
Drieňová este o arie protejată (arie specială de conservare — SAC, sit de importanță comunitară — SCI) din Slovacia întinsă pe o suprafață de 30,3 ha, integral pe uscat.

## Localizare
Centrul sitului Drieňová este situat la coordonatele 48°55′13″N 21°59′17″E / 48.920236°N 21.988125°E.

## Înființare
Situl Drieňová a fost declarat sit de importanță comunitară în aprilie 2004 pentru a proteja 2 specii de plante și 5 specii de animale. Situl a fost protejat și ca arie specială de conservare în martie 2004.

## Biodiversitate
Situată în ecoregiunea alpină, aria protejată conține 3 habitate naturale: Pante stâncoase calcaroase cu vegetație casmofită, Păduri de fag Asperulo-Fagetum, Păduri panonice cu Quercus pubescens.
La baza desemnării sitului se află mai multe specii protejate:
- plante (2): papucul doamnei (Cypripedium calceolus), sisinei (Pulsatilla grandis)
- mamifere (2): liliac cârn (Barbastella barbastellus), liliac comun (Myotis myotis)
- nevertebrate (3): Carabus variolosus, croitorul mare al stejarului (Cerambyx cerdo), Rosalia alpina

Pe lângă speciile protejate, pe teritoriul sitului au mai fost identificate 1 specie de plante, 7 specii de mamifere, 1 specie de nevertebrate, 1 specie de reptile.